# Esperanza (musikalbum)
Esperanza från 2008 är Esperanza Spaldings andra musikalbum i eget namn.

## Låtlista
Alla sånger är skrivna av Esperanza Spalding om inte annat anges.
1. Ponta de areia (Fernando Brant/Milton Nascimento) – 5:40
2. I Know You Know – 3:47
3. Fall In – 3:57
4. I Adore You – 7:27
5. Cuerpo y alma (Body and Soul) (Robert Sour/Johnny Greene/Edward Heyman) – 8:02
6. She Got To You – 4:29
7. Precious – 4:25
8. Mela – 6:58
9. Love in Time – 5:47
10. Espera – 4:40
11. If That's True – 7:33
12. Samba em preludio (Vinícius de Moraes/Baden Powell de Aquino) – 5:12

## Medverkande
- Esperanza Spalding – kontrabas (spår 1, 4–11), elbas (spår 2, 12), sång (spår 1–10, 12)
- Leo Genovese – piano (spår 1–11), elpiano (spår 6, 10)
- Niño Josele – gitarr (spår 12)
- Jamey Haddad – bongotrummor (spår 1, 2), slagverk (spår 2, 4, 6, 10)
- Otis Brown – trummor (spår 1, 2, 5, 7, 9–11), kör (spår 4, 7)
- Horacio Hernandez – trummor (spår 4, 6, 8)
- Ambrose Akinmusire – trumpet (spår 8, 11)
- Donald Harrison – altsax (spår 6, 11)
- Gretchen Parlato – kör (spår 1, 4)
- Theresa Perez – kör (spår 4)

## Listplaceringar i Norden
| Lista (2009–10) | Topplacering |
| --------------- | ------------ |
| Sverige         | 37           |
| Norge           | 12           |